# I. Fetih Giráj krími kán
I. Fetih Giráj (krími tatár: I Fetih Geray, ١ فتح كراى), (1557 – 1597 nyara) krími tatár kán néhány hónapig 1596-ban.

## Élete
Fetih I. Devlet Giráj kán fia volt. Bátyja, II. Gázi Giráj uralkodása idején 1588-tól 1596-ig ő töltötte be a kalga méltóságot. A tizenöt éves háború idején elkísérte a kánt és a szultánt a magyarországi hadjáratokra és a harcokban kitűnt bátorságával. 1596-ban a Gázival ellenséges viszonyban levő isztambuli vezír rábeszélte III. Mehmed szultánt, hogy menessze a krími kánt és helyette Fetihet ültesse a trónra. Rövid uralkodása alatt megpróbálta megerősíteni a káni hatalmat, emiatt ellentétbe került a klánokkal, különösen a manszurokkal. A vezír rövidesen megbukott és II. Gázi visszatért. Fetih az Észak-Kaukázusba menekült és megpróbált fegyveres felkelést szervezni bátyja ellen. Próbálkozása kudarcba fulladt és a kán elé járulva kérte a bocsánatát, azonban a Manszur-klánbeli harcosok II. Gázi színe előtt megölték. A megrendült káni hatalmat megerősítendő, Gázi meggyilkoltatta a Fetih által kinevezett kalgát és núreddint, valamint kilenc fiát is.

## Fordítás
Ez a szócikk részben vagy egészben  a(z)   Фетіх I Ґерай című ukrán Wikipédia-szócikk ezen változatának fordításán alapul.  Az eredeti cikk szerkesztőit annak laptörténete sorolja fel. Ez a jelzés csupán a megfogalmazás eredetét és a szerzői jogokat jelzi, nem szolgál a cikkben szereplő információk forrásmegjelöléseként.
| Előző uralkodó: II. Gázi Giráj | Krími kán 1596 | Következő uralkodó: II. Gázi Giráj |